# Étienne Herjean
Pas d'image ? Cliquez ici

a Compétitions nationales et continentales officielles uniquement.

Dernière mise à jour le 25 mai 2023.
Etienne Herjean, né le 10 juin 1991, est un joueur de rugby à XV français. Il évolue au poste de troisième ligne aile au sein de l'effectif de l'US Carcassonne.

## Biographie

### Jeunesse et formation
Étienne Herjean est issu du centre de formation du RC Toulon. Cependant avant d'être sous le maillot rouge et noir, il est également passé par Provence Rugby.

### Carrière en professionnel
Étienne Herjean signe au RC Narbonne lors de la saison 2013-2014 en provenance du RC Toulon où il est sous contrat jusqu'à juin 2016. C'est au RCNM qu'il joue ses premiers matchs professionnel devenant petit à petit un titulaire en puissance. Lors de cette même saison, il atteint les demi-finales de Pro D2 que son club perd face au SU Agen (25-17).
De janvier 2015 à juin 2017, Étienne Herjean devient véritablement un chouchou des supporters et un cadre de l'effectif, ce qui lui vaut le brassard de capitaine. Le 28 février 2015, il inscrit son premier essai de sa carrière lors du derby face à l'US Carcassonne. Alors qu'il vient d'assurer avec ses coéquipiers le maintien de son équipe à l'issue de la saison 2016-2017 de Pro D2, Étienne Herjean se voit proposer l'opportunité de jouer en Top 14 avec le CA Brive.
En septembre 2017, Etienne fait ses débuts en Top14 avec le club de Brive. Il y joue majoritairement en tant que titulaire. Finalement, le troisième ligne quittera le club en fin de saison pour s'engager en faveur d'Oyonnax.
Mais après quatre saison passées dans l'Ain, Etienne Herjean rejoindra l'US Carcassonne lors de l'été 2022. Dans l'Aude, il deviendra très rapidement un titulaire récurrent de l'effectif jaune et noir. Cependant malgré une saison réussit sur le plan personnel, son club peine énormément en Pro D2 et chute en Nationale lors de la dernière journée du championnat.
En mai 2025, il est Champion de France de Nationale 1 avec l'U.S.Carcassonne qui remonte deux en après en Pro D2.